# Incubação de sonhos
Incubação de sonhos ou Inserção é uma técnica para aprender a "plantar uma semente" na mente de uma pessoa, para que um tipo específico de sonho ocorra, tanto para recreação ou para resolver um problema. Por exemplo, uma pessoa pode ir para cama repetindo para ela mesma que ela vai sonhar sobre uma apresentação que irá ocorrer no dia seguinte ou sobre férias que terminaram recentemente. Embora parecido com o conceito de sonho lúcido, incubação de sonhos é, simplesmente, sobre focar sua atenção em algo específico antes de dormir. Vários estudos já comprovaram que a partir desse método pode-se obter resultados por um certo período.